# Blücherstraße 29 (Mönchengladbach)

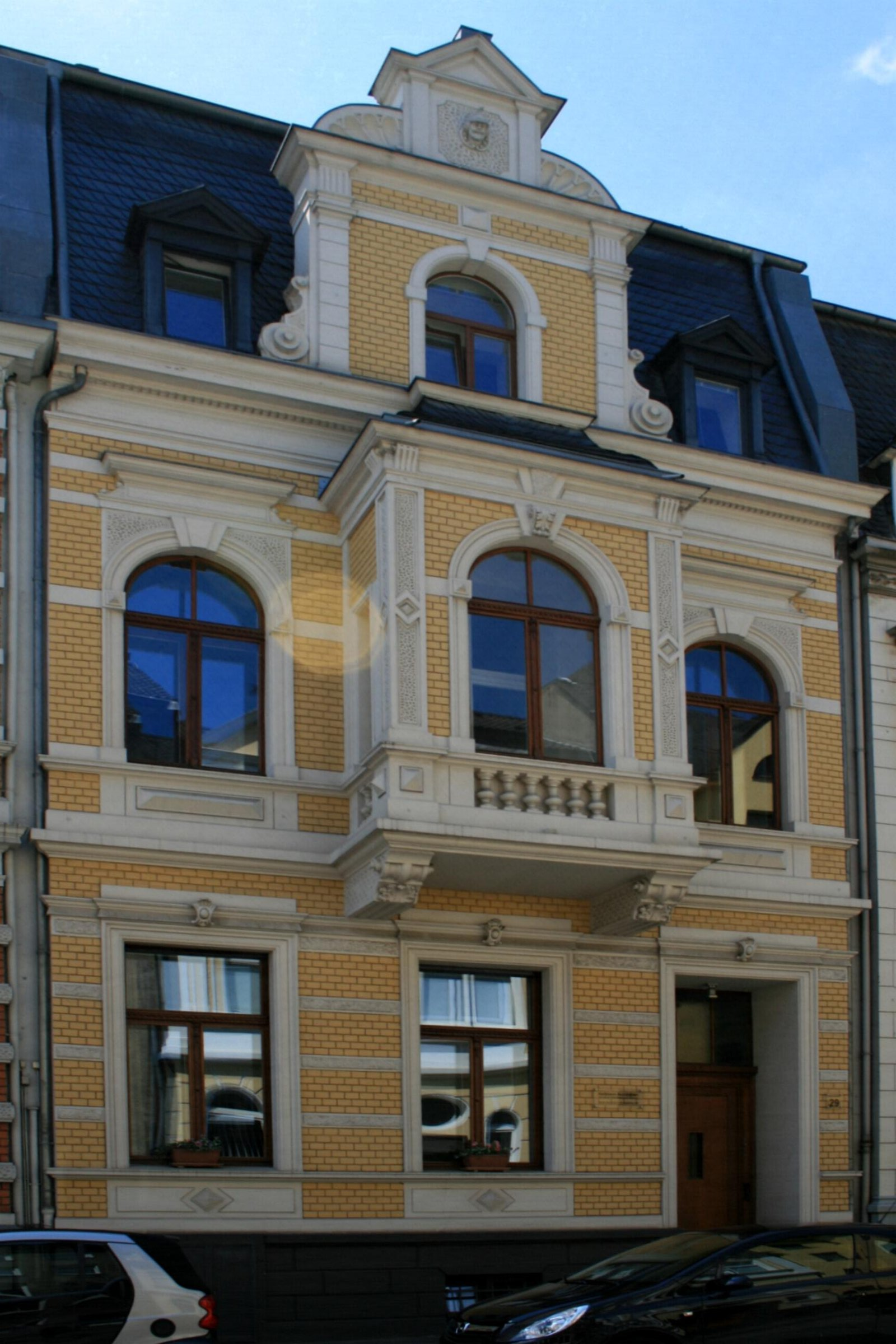
Wohnhaus (2010)

Das Wohnhaus Blücherstraße 29 steht in Mönchengladbach (Nordrhein-Westfalen).
Das Haus wurde Anfang des 20. Jahrhunderts erbaut. Es ist unter Nr. B 163 am 23. März 2000 in die Denkmalliste der Stadt Mönchengladbach eingetragen worden.

## Architektur
Zweigeschossiges, dreiachsiges Wohnhaus mit reich gegliederter Stuckfassade. Über einem abgesetzten und mit profiliertem Abschlussgesims endenden Sockel folgt eine durch gestrichene Ziegelsteinflächen und horizontale Putzbänder und geschossteilende Gesimse differenziert gestaltete Fassade.
Hochrechteckigen Fensteröffnungen im Erdgeschoss stehen Fensteröffnungen mit Rundbogenabschluss im Obergeschoss gegenüber, beide besitzen die alten originalen Holzrahmen. Der Hauszugang mit modern erneuerter Holztür liegt in der rechten Achse, im Obergeschoss ragt ein dreiseitig vorkragender Erker in der mittleren Achse vor. Über dem Kastengesims wird ein Zwerchhaus mit geschwungenem, durch Voluten begleitetem Giebelaufsatz von Dachgauben unter Satteldächern flankiert. Die Mansarddachfläche ist in altdeutscher Deckart verschiefert. Anbau und rückwärtige Fassade sind nachträglich glatt verputzt.